# Canton de Saint-Genis-Laval
Le canton de Saint-Genis-Laval est une ancienne division administrative française, située dans le département du Rhône en région Rhône-Alpes.

## Communes
- Brignais
- Chaponost
- Saint-Genis-Laval
- Vourles

## Histoire
En 1973, le canton perd les communes de La Mulatière, Oullins et Sainte-Foy-lès-Lyon, qui en sont détachées pour constituer le canton d'Oullins.
Les communes de Charly, Irigny, Pierre-Bénite et Vernaison sont à leur tour détachées par le décret no 85-75 du 22 janvier 1985 pour constituer le canton d'Irigny.
Le 1er janvier 2015, avec la création de la métropole de Lyon, le canton se retrouve réduit aux trois communes qui demeurent dans le département du Rhône. Enfin, à l'issue des élections départementales de mars 2015, qui voient le redécoupage cantonal du département, il disparaît totalement.

## Représentation

### Conseillers généraux de 1833 à 2015
| Période | Période                   | Identité                   | Étiquette                     | Qualité |
| ------- | ------------------------- | -------------------------- | ----------------------------- | --- |
| 1833    | 1838 (décès)              | Jean Antoine Duret         |                               | Maire de Vernaison (1815-1826, 1831-1838)                                                                                          |
| 1838    | 1839                      | Antoine Dubouchet          |                               | Notaire, propriétaire, maire de Brignais, conseiller d'arrondissement                                                              |
| 1839    | 1864 (décès)              | Fleury Delà                |                               | Juge au Tribunal civil de Lyon Propriétaire à Saint-Genis-Laval                                                                    |
| 1864    | 1871                      | Adrien Marie Devienne      | Conservateur                  | Président du Tribunal civil de Lyon puis Premier Président de la Cour Impériale de Paris Député (1845-1848) - Sénateur (1865-1870) |
| 1871    | 1876 (démission)          | Jean-Baptiste Frénet       |                               | Peintre Maire de Charly |
| 1876    | 1883                      | Louis-Charles Debolo       | Républicain                   | Propriétaire Adjoint au Maire de Lyon                                                                                              |
| 1883    | 1891 (décès)              | Jean-François Pierron      | Rad.                          | Directeur de la compagnie des voitures et cars Rippert Maire d'Irigny Président du Conseil d'arrondissement de Lyon                |
| 1892    | 1901                      | Léon Répiquet              | Centre gauche Constitutionnel | Avocat Sénateur (1900-1909) Conseiller municipal d'Oullins                                                                         |
| 1901    | 1907                      | Louis Normand              | Socialiste puis SFIO          | Propriétaire Maire d'Oullins (1895-1910) Député (1904-1910)                                                                        |
| 1907    | 1931                      | François Vermare           | Action républicaine (Rad)     | Enseignant Adjoint au Maire d'Oullins Député (1924-1928)                                                                           |
| 1931    | 1937                      | Claude Jordery             | SFIO                          | Ajusteur Maire d'Oullins (1919-1941) Député (1936-1942)                                                                            |
| 1937    | 1941 (démission d'office) | Camille Rolland            | Rad                           | Médecin Sénateur (1927-1944) Maire de Brignais Révoqué par le Gouvernement de Vichy                                                |
|         |                           |                            |                               | |
| 1942    | 1945                      | Eugène Milquet (1892-1953) |                               | Maire de La Mulatière Nommé conseiller départemental en 1942                                                                       |
|         |                           |                            |                               | |
| 1945    | 1951                      | Camille Rolland            | Rad.                          | Médecin, ancien sénateur |
| 1951    | 1964                      | Philippe Danilo            | RPF puis RS puis UNR          | Représentant Maire de La Mulatière (1947-1976) Député (1958-1973)                                                                  |
| 1964    | 1973                      | Paul Jordery (1901-1983)   | SFIO puis PS                  | Employé de banque puis employé municipal Maire d'Oullins (1947-1977) Elu en 1973 dans le Canton d'Oullins                          |
| 1973    | 1979                      | Henri Fillot               | CNIP puis RPR                 | Maire de Saint-Genis-Laval |
| 1979    | 1982                      | Jean-Marie Mick            | PCF                           | Enseignant, puis responsable de "Tourisme et Travail" Maire de Pierre-Bénite (1971-2001)                                           |
| 1982    | 2008                      | Michel Thiers              | UDF                           | Ingénieur chimiste Maire de Brignais (1977-2006)                                                                                   |
| 2008    | 2015                      | Christophe Guilloteau      | UMP                           | Ancien assistant parlementaire Député (2003-2017) Elu en 2015 dans le Canton de Brignais                                           |

### Conseillers d'arrondissement (de 1833 à 1940)
| Période                                  | Période | Identité                 | Étiquette           | Qualité |
| ---------------------------------------- | ------- | ------------------------ | ------------------- | --- |
| 1833                                     | 1838    | Antoine Dubouchet        |                     | Notaire à Brignais |
| 1838                                     | 1848    | M. Jacquemet             |                     | Substitut du Procureur du Roi à Lyon                                                                                                  |
|                                          |         |                          |                     | |
| 1877                                     | 1889    | Eusèbe-Ferdinand Pierron | Républicain Radical | Chef de traction à cheval de la compagnie des cars Ripert, maire du 4ème arrondissement de Lyon Président du Conseil d'arrondissement |
|                                          |         |                          |                     | |
| 1895                                     | 1904    | François Millou          | Libéral             | Adjoint au maire de Sainte-Foy-lès-Lyon                                                                                               |
| 1904                                     | 1919    | M. Rantonnet             | Radical             | Propriétaire à Vernaison |
| 1919                                     | 1940    | Paul Nas                 | Radical             | Maire de La Mulatière (1912-?) |
| 1940                                     |         |                          |                     | Les conseils d'arrondissement ont été suspendus par la loi du 12 octobre 1940 et n'ont jamais été réactivés                           |
| Les données manquantes sont à compléter. |         |                          |                     | |

## Évolution démographique
| 1962   | 1968   | 1975   | 1982   | 1990   | 1999   | 2006   | 2011   | 2012   |
| ------ | ------ | ------ | ------ | ------ | ------ | ------ | ------ | ------ |
| 13 307 | 15 859 | 26 089 | 30 709 | 37 573 | 41 003 | 42 576 | 43 136 | 43 114 |